# Maricopa (geslacht)
Maricopa is een geslacht van vlinders van de familie snuitmotten (Pyralidae), uit de onderfamilie Phycitinae.

## Soorten
- M. coquimbella Ragonot, 1888
- M. lativittella Ragonot, 1887
- M. pulverea Hampson, 1917
- M. walkerella Ragonot, 1888